# Fil esmaltat

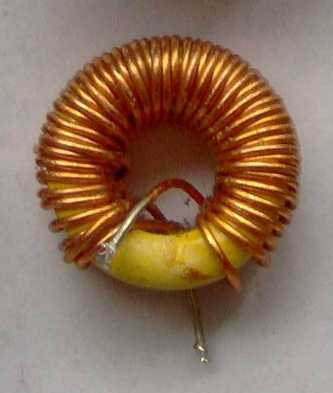
Inductor fet amb fil esmaltat de coure enrotllat al voltant d'un nucli toroidal

El fil esmaltat és un fil de coure o d'alumini recobert d'una capa molt fina d'aïllament. S'utilitza en la construcció de transformadors, inductors, motors, generadors, altaveus, actuadors de capçals de disc dur, electroimants, pastilles de guitarra elèctrica i altres aplicacions que requereixen bobines ajustades de fil de coure aïllat.
El fil esmaltat en si és normalment de coure refinat electrolíticament completament recuit. De vegades s'utilitza fil d'alumini per a grans transformadors i motors. L'aïllament es fa normalment amb materials de pel·lícula de polímers resistents en lloc d'esmalt vítri, com el nom podria suggerir.

## Fabricació
Els materials més adequats per a fabricar fil esmaltat són els metalls purs no aliats, especialment el coure. Quan es consideren factors com ara els requisits de propietats químiques, físiques i mecàniques, el coure es considera el conductor de primera opció per al fil esmaltat.
Molt sovint, el fil esmaltat es compon de coure refinat electrolíticament totalment recuit per permetre un enrotllament més proper quan es fabriquen bobines electromagnètiques. Els graus de coure sense oxigen d'alta puresa s'utilitzen per a aplicacions d'alta temperatura en atmosferes reductores o en motors o generadors refrigerats per gas hidrogen.
El fil esmaltat d'alumini de vegades s'utilitza com a alternativa per a grans transformadors i motors, principalment per raons econòmiques. A causa de la seva menor conductivitat elèctrica, el fil esmaltat d'alumini requereix una àrea de secció transversal 1,6 vegades més gran que un fil esmaltat de coure per aconseguir una resistència DC comparable.

## Aïllament
Tot i que es descriu com a "esmaltat", el fil de coure esmaltat no està, de fet, recobert amb una capa de pintura esmaltada o esmalt vitri fet de pols de vidre fos. El fil de coure modern normalment utilitza d'una a quatre capes (en el cas del fil esmaltat de tipus quad-film) d'aïllament de pel·lícula de polímer, sovint de dues composicions diferents, per proporcionar una capa aïllant contínua i dura.
Les pel·lícules aïllants de fil de coure utilitzen (en ordre creixent de l'interval de temperatura) polivinil formal (Formvar), poliuretà, poliamida, polièster, polièster- poliimida, poliamida-poliimida (o amida-imida) i poliimida. El fil esmaltat de coure aïllat de poliimida és capaç de funcionar fins a 250 °C (482 °F). L'aïllament d'un fil esmaltat quadrat o rectangular més gruixut s'incrementa sovint embolicant-lo amb una cinta de poliimida o fibra de vidre d'alta temperatura, i els bobinatges acabats sovint s'impregnen al buit amb un vernís aïllant per millorar la força d'aïllament i la fiabilitat a llarg termini del bobinatge.
Les bobines autoportants s'enrotllen amb fil de coure recobert amb almenys dues capes, la més externa és un termoplàstic que uneix les espires quan s'escalfa.
Altres tipus d'aïllament, com ara el fil de fibra de vidre amb vernís, paper aramida, paper kraft, mica i pel·lícula de polièster també s'utilitzen àmpliament a tot el món per a diverses aplicacions com transformadors i reactors.
A la indústria de l'àudio, de vegades s'utilitzen fil esmaltats fets de plata en lloc de coure. Es poden trobar diversos altres aïllants com el cotó (de vegades impregnat d'algun tipus d'agent coagulant/espessidor, com la cera d'abella ) i el politetrafluoroetilè (tefló). Els materials d'aïllament més antics inclouen cotó, paper o seda, però només són útils per a aplicacions a baixa temperatura fins a 105 °C.
Per facilitar la fabricació, alguns fils de coure de baixa temperatura tenen un aïllament que es pot eliminar amb la calor de la soldadura. Això significa que les connexions elèctriques als extrems es poden fer sense treure primer l'aïllament, però l'inconvenient és que es pot fondre accidentalment. El pelat de fil esmaltats amb làser té la capacitat d'eliminar seccions de l'aïllament del fil esmaltat per millorar la connectivitat; La tecnologia làser pot proporcionar una precisió i repetibilitat inigualables per garantir una connectivitat precisa.

### Secció transversal
El fil esmaltat de menor diàmetre sol tenir una secció transversal rodona. Aquest tipus de fil esmaltat s'utilitza per a coses com les pastilles de guitarra elèctrica. Els fils de coure més gruixuts són sovint quadrats, rectangulars o hexagonals (amb cantonades arrodonides) en secció transversal, empaquetant-se de manera més eficient i amb una major estabilitat estructural i conductivitat tèrmica a través dels girs adjacents.

## Classificació
Igual que altres fil esmaltats, el fil esmaltat es classifica per diàmetre ( número AWG, SWG o mil·límetres) o àrea (mil·límetres quadrats), classe de temperatura i classe d'aïllament.

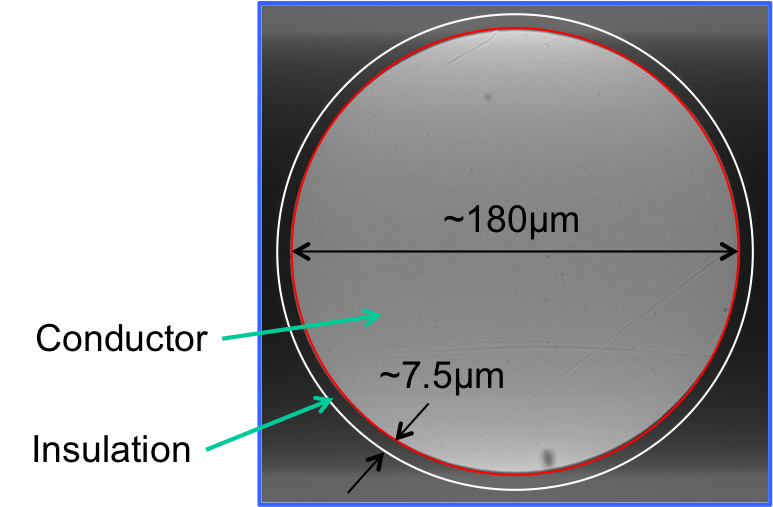
Vista de la secció transversal del fil esmaltat de coure AWG33 presa amb un microscopi electrònic d'escaneig

La tensió de ruptura depèn del gruix de la coberta, que pot ser de 3 tipus: Grau 1, Grau 2 i Grau 3. Els graus més alts tenen un aïllament més gruixut i, per tant, tensions de ruptura més altes.
La classe de temperatura indica la temperatura del fil esmaltat a la qual té una vida útil de 20.000 hores. A temperatures més baixes, la vida útil del fil esmaltat és més llarga (aproximadament un factor de dos per cada 10 °C temperatura més baixa). Les classes de temperatura habituals són 105 °C (221 °F), 130 °C (266 °F), 155 °C (311 °F), 180 °C (356 °F) i 220 °C (428 °F).

## Densitat de corrent
A la pràctica, la densitat de corrent màxima pot variar des de 2,5 A/mm 2 per a un fil esmaltat aïllat de l'aire lliure fins a 6 A/mm 2 per a un fil esmaltat a l'aire lliure. Si el fil esmaltat transporta corrents d'alta freqüència (per sobre de 10 kHz), l'efecte pel·licular pot afectar la distribució del corrent a través de la secció concentrant el corrent a la superfície del conductor.
Si el refredament actiu es proporciona bufant aire o circulant aigua, es poden aconseguir densitats de corrent molt més altes, proporcionalment a l'efectivitat del refredament.
Un fil esmaltat d'alumini ha de tenir 1,6 vegades l'àrea de la secció transversal que un fil esmaltat de coure per aconseguir una resistència DC comparable. Per això, els fils de coure contribueixen a millorar l'eficiència energètica en equips com els motors elèctrics.

## Aplicacions
El fil esmaltat de coure s'utilitza en bobinatges de motors elèctrics, transformadors, inductors, generadors, auriculars, bobines d'altaveus, posicionadors de disc dur, electroimants i altres dispositius.

### En motors elèctrics

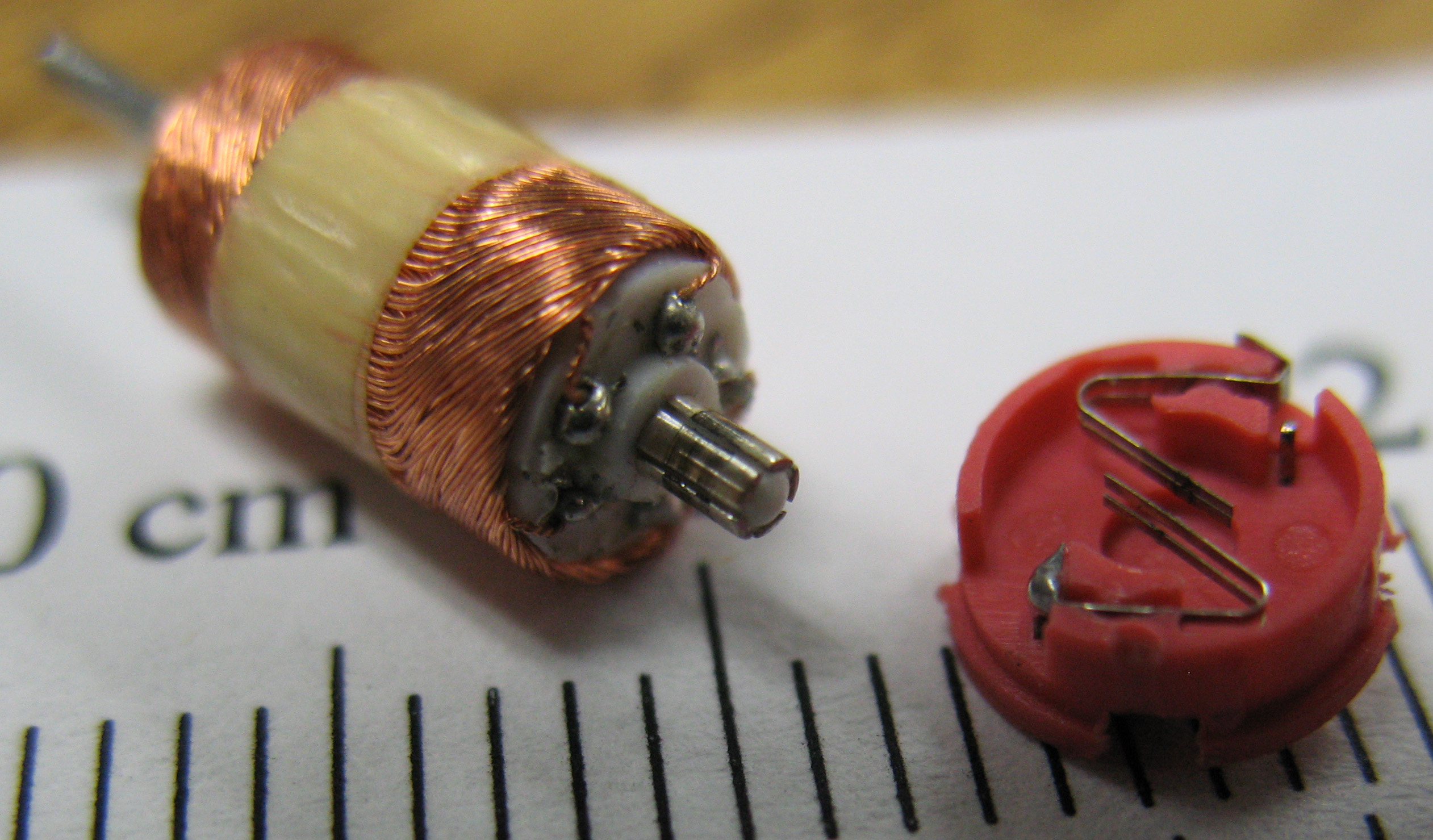
Bobinats de fil de coure en un motor elèctric miniaturitzat

Els motors elèctrics converteixen l'energia elèctrica en moviment mecànic, generalment mitjançant la interacció de camps magnètics creats per conductors que transporten corrent. Els motors elèctrics es troben en nombroses aplicacions, com ara ventiladors, ventiladors, bombes, màquines, electrodomèstics, eines elèctriques i unitats de disc. Els motors elèctrics més grans amb capacitats de milers de quilowatts s'utilitzen en aplicacions com la propulsió de grans vaixells. Els motors més petits mouen les agulles dels rellotges de polsera elèctrics.
Els motors elèctrics contenen bobines per produir els camps magnètics necessaris. Per a una mida determinada del bastidor del motor, el material d'alta conductivitat redueix la pèrdua d'energia a causa de la resistència de la bobina. Els conductors més pobres generen més calor residual quan transfereixen energia elèctrica a energia cinètica.
A causa de la seva alta conductivitat elèctrica, el coure s'utilitza habitualment en bobinats, coixinets, col·lectors, raspalls i connectors de motors, inclosos els motors de la més alta qualitat. La major conductivitat del coure en comparació amb altres materials millora l'eficiència energètica elèctrica dels motors. Per exemple, per reduir les pèrdues de càrrega en motors d'inducció d'ús continu per sobre d'1 cavall de potència, els fabricants utilitzen invariablement el coure com a material conductor en bobinats. L'alumini és un material alternatiu en motors de potència més petita, especialment quan els motors no s'utilitzen contínuament.
Un dels elements de disseny dels motors premium és la reducció de les pèrdues de calor a causa de la resistència elèctrica dels conductors. Per millorar l'eficiència energètica elèctrica dels motors d'inducció, la pèrdua de càrrega es pot reduir augmentant la secció transversal de les bobines de coure. Un motor d'alta eficiència normalment tindrà un 20% més de coure al bobinatge de l'estator que el seu homòleg estàndard.
Els primers desenvolupaments en l'eficiència del motor es van centrar a reduir les pèrdues elèctriques augmentant el pes d'empaquetament dels bobinats de l'estator. Això tenia sentit, ja que les pèrdues elèctriques solen representar més de la meitat de totes les pèrdues d'energia, i les pèrdues de l'estator representen aproximadament dos terços de les pèrdues elèctriques.
Tanmateix, hi ha desavantatges en augmentar l'eficiència elèctrica dels motors mitjançant bobinatges més grans. Això augmenta la mida i el cost del motor, cosa que pot no ser desitjable en aplicacions com ara electrodomèstics i automòbils.

### En transformadors

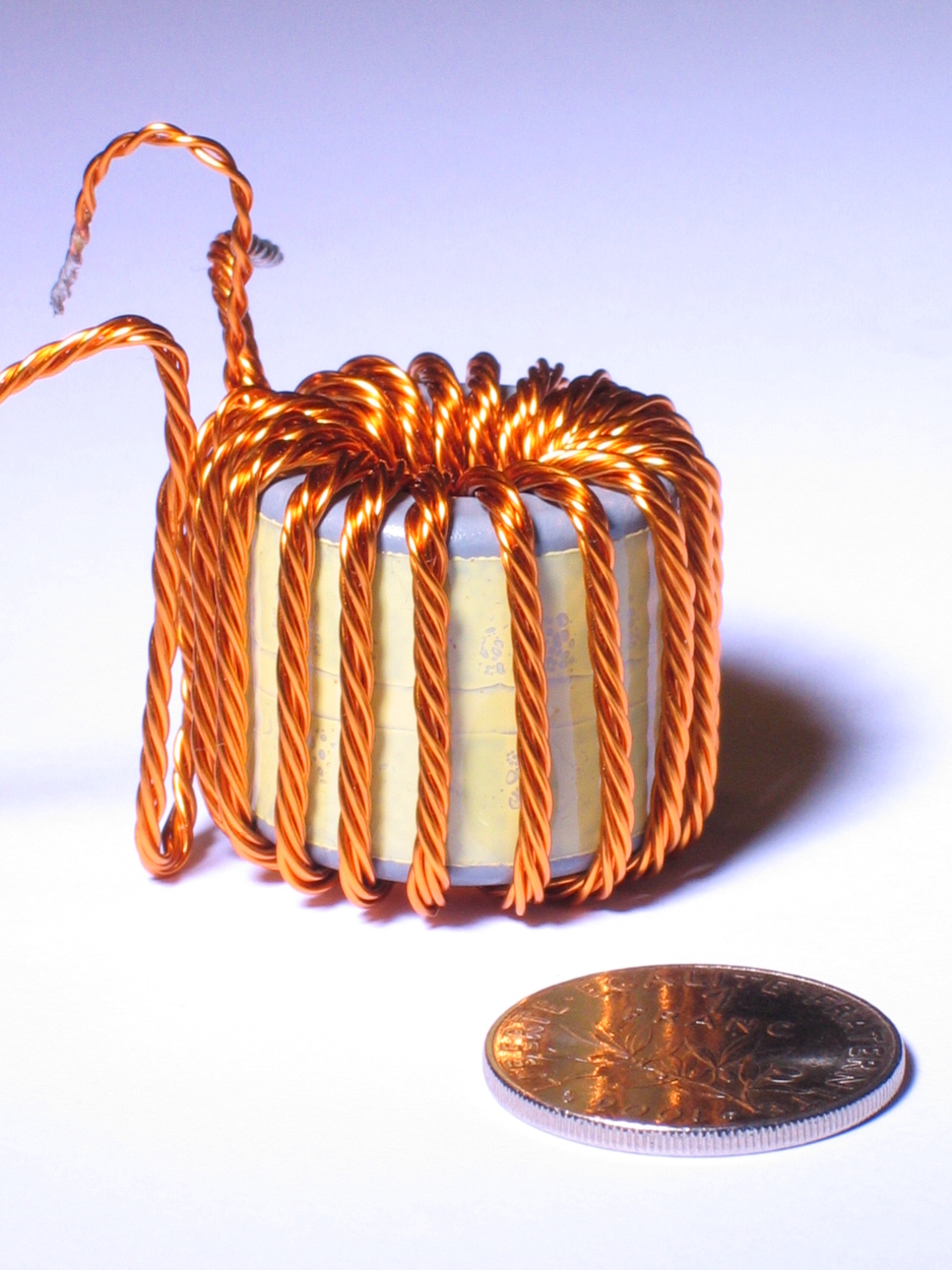
El fil esmaltat Litz de coure trenat s'utilitza per a determinats transformadors d'alta freqüència per minimitzar l'efecte de la pell

Un transformador és un dispositiu que transfereix energia elèctrica d'un circuit a un altre a través de les seves bobines (bobinats). Les propietats necessàries per als bobinatges del motor són similars a les necessàries per als transformadors, però amb el requisit addicional de suportar vibracions mecàniques i forces centrífugues a temperatures de funcionament.
Els bobinatges dels transformadors es fan normalment de coure, però l'alumini és un competidor adequat on el pes i el primer cost són factors decisius.
A Amèrica del Nord, l'alumini és l'elecció predominant de material de bobinat per a transformadors de baix voltatge de tipus sec de més de 15 kilovolts-amperes (kVA). A la majoria d'altres zones del món, el coure és el material de bobinat predominant. Les decisions de compra són generalment una funció de les valoracions de pèrdues expressades en moneda per quilowatt.
El coure utilitzat per a la fabricació de bobinatges de transformadors té forma de fil de coure per a productes petits i cinta per a equips més grans. Per als productes petits, el fil esmaltat ha de ser prou fort per enrotllar-se sense trencar-se, però prou flexible per proporcionar bobinatges tancats. Els productes de tires han de ser de bona qualitat superficial perquè els esmalts aïllants no es trenquin sota tensió. Una bona ductilitat és essencial per formar i empaquetar la cinta, mentre que es necessita una bona resistència per suportar les elevades tensions electromecàniques establertes en condicions ocasionals de curtcircuit. Els fils de coure dels transformadors són compatibles amb tots els materials d'aïllament moderns, com ara laca i esmalt. Les laques permeten una separació propera dels bobinatges per donar la millor eficiència a les bobines.
Un dels principals motius d'enginyeria per triar bobinatges de coure sobre l'alumini són les consideracions d'espai. Això es deu al fet que un transformador bobinat de coure es pot fer més petit que els transformadors de fil d'alumini. Per obtenir els mateixos valors en transformadors d'alumini, cal una àrea de secció transversal un 66% més gran que per als conductors de coure. No obstant això, l'ús de conductors de mida més gran fa que la força del bobinat de l'alumini sigui gairebé equivalent a la dels bobinats de coure.
La connectivitat és un altre avantatge important dels transformadors de coure, ja que el recobriment d'òxid a la superfície de l'alumini dificulta la soldadura o la connexió amb ell. La neteja i el raspallat amb un compost de qualitat per evitar l'oxidació no és necessari amb el coure.

### En generadors
La tendència dels generadors moderns és operar a temperatures més altes i conductivitats elèctriques més altes amb coure lliure d'oxigen per a barres de camp i fil esmaltat en lloc del coure lliure d'oxigen utilitzat anteriorment.